# William Henry Webb
William Henry Webb (* 19. Juni 1816 in New York; † 30. Oktober 1899 ebenda) war ein US-amerikanischer Schiffskonstrukteur.

## Leben

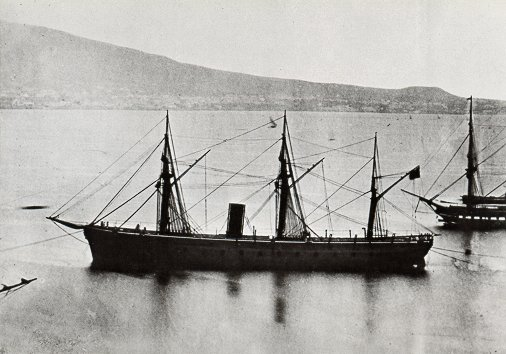
Die Re d’Italia

Der 1816 geborene William H. Webb zählt zu den großen Schiffskonstrukteuren der Vereinigten Staaten. Schon im Alter von zwölf Jahren begann er mit dem Bootsbau. Sein Vater war Isaac Webb, auf dessen Schiffswerft am East River in New York der noch junge William seine Lehrjahre verbrachte. Eine darauffolgende Lehrzeit auf europäischen Werften, vornehmlich am schottischen Clyde, wurde durch den frühen Tod des Vaters im Jahr 1840 beendet. William übernahm daraufhin die väterliche Werft Webb and Allen. Webbs Hauptarbeitsgebiet in den nächsten 29 Jahren war der Bau von Gebrauchsschiffen, Seitenraddampfern und schnellen Paketseglern. Bekannt wurde der Webb, der während seines Lebens 135 Schiffe baute, jedoch durch den Bau der berühmten Klipper Challenge, Young America und Swordfish, oder durch Entwürfe früher Panzerschiffe, wie beispielsweise der Re d’Italia. Webb erkannte die Wandlung des Hauptbaumaterials des Schiffbaus vom Holz zum Eisen und schloss seine Werft im Jahr 1869.
Nach einer etwas weniger erfolgreichen Zeit als Schiffseigner begann Webb eine weitere drei Jahrzehnte dauernde Karriere in der Wirtschaft und als Politiker.
Am nachhaltigsten wirkt das Schaffen Webbs aber durch die Gründung des 1889 in New York angesiedelten Webb Institute of Naval Architecture und der Society of Naval Architects and Marine Engineers im Jahr 1893.